# 盧義僖
盧 義僖（ろ ぎき、生没年不詳）は、北魏から東魏にかけての官僚。字は遠慶。本貫は范陽郡涿県。

## 経歴
盧敏（盧度世の子）の長男として生まれた。秘書郎を初任とし、太子舎人・司徒中郎を歴任した。神亀初年、任城王元澄の推挙を受けて、散騎侍郎に任じられ、冠軍将軍・中散大夫に転じた。母が死去したため、義僖は辞職して喪に服した。斉王蕭宝寅に求められて開府諮議参軍とされたが、病を理由に断って赴任しなかった。まもなく司空長史を兼ね、征虜将軍・太中大夫の位を受けた。
孝昌年間、散騎常侍の位を受けた。528年（建義元年）、都官尚書を兼ねた。まもなく安東将軍・衛尉卿に任じられた。531年（普泰元年）、都官尚書に任じられ、驃騎大将軍・左光禄大夫の位を加えられた。
永熙年間、中風の病にかかった。東魏の興和年間に死去した。享年は64。驃騎大将軍・儀同三司・瀛州刺史の位を追贈された。諡は孝簡といった。

## 人物・逸話
- 若くして学問を尊重し、見識や態度が落ち着いて立派であり、僕射の李沖の賞賛を受けた。
- 幽州刺史の王誦とは厚い交友関係を結んだ。
- 黄門侍郎の李神軌に子女の婚姻を求められたが、義僖は将来の禍を恐れて拒み、娘を他族にとつがせようとした。結婚の日の夕方、霊太后が中常侍の服景を家に派遣してその結婚をやめさせた。周囲の人は恐れおののいたが、義僖は平然としていた。
- 義僖が若いとき、幽州の旱害のために穀物数万石を民衆に貸しつけていたが、年期が過ぎても豊作にならないのを見ると、契約書を焼き捨ててしまった。
- あまり人と交際しなかったが、魏子建とは隠しへだてのない友情を結んだ。
- 節倹で資産を増やそうとはせず、高位にありながら粗食に甘んじて、困窮することもしばしばあった。

## 子女
- 盧遜之（武定年間に太尉記室参軍）
- 盧世猷（斉王開府集曹参軍）

## 伝記資料
- 『魏書』巻47 列伝第35
- 『北史』巻30 列伝第18